# Римский, Максим Александрович
Максим Александрович Римский (укр. Максим Олександрович Римський, позывной — Плюсик; 23 ноября 1995, Ольгополь — 9 декабря 2022, Невельское) — украинский военнослужащий, главный сержант, участник российско-украинской войны. Герой Украины (29 сентября 2023, посмертно).

## Биография
Максим Римский родился 23 ноября 1995 года в селе Ольгополь Чечельницкого района Винницкой области. После окончания школы учился в медицинском колледже в Бершади, получив специальность фельдшера.
В 2016 году, во время проведения АТО на востоке Украины, подписал контракт и начал службу в 9-м мотопехотном батальоне «Винницкие Скифы» 59-й отдельной мотопехотной бригады имени Якова Гандзюка. Сначала служил боевым медиком, затем дослужился до главного сержанта взвода.
7 декабря 2019 года получил именные часы из рук Президента Украины Владимира Зеленского. Весной 2022 года был награждён медалью «За военную службу Украине». В том же году окончил высшее учебное заведение по специальности «Фармация».
9 декабря 2022 года, около 5 часов утра, Максим Римский погиб в бою возле посёлка Невельское Покровского района Донецкой области. Противник применил тактику, направив к позициям украинских войск трёх бойцов, изображавших пленных. Чтобы проверить, не является ли это ловушкой, Максим вышел к ним один, чтобы не раскрывать расположение своих позиций. Когда он приблизился, российские военные открыли миномётный огонь. Максим получил смертельные осколочные ранения.

## Награды
- Звание «Герой Украины» с удостоением ордена «Золотая Звезда» (29 сентября 2023, посмертно) — за личное мужество и героизм, проявленные в защите государственного суверенитета и территориальной целостности Украины, верность военной присяге[2].
- Медаль «За военную службу Украине» (2022) — за личное мужество и отвагу, проявленные в защите государственных интересов, укрепление обороноспособности и безопасности Украины.